# Papirossa

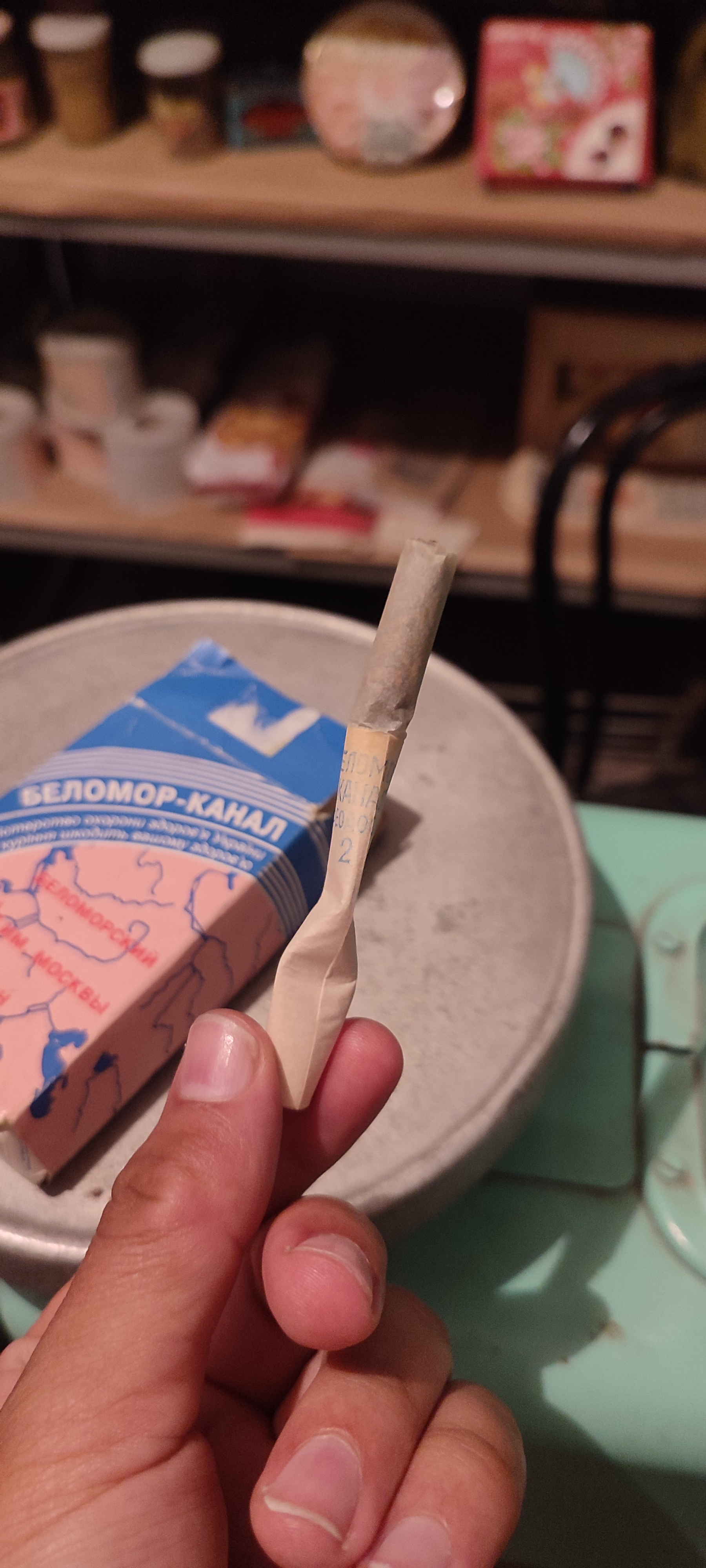
Papirossa der Marke „Belomorkanal“

Die Papirossa (russisch папироса – von polnisch papieros ‚Zigarette‘) ist eine Zigarettenart, die heutzutage überwiegend in den Nachfolgestaaten der Sowjetunion hergestellt und konsumiert wird.
Bei der Herstellung wird ein längeres Pappmundstück geformt. Nur der kürzere Teil des Röhrchens, ca. 1/4 bis 1/3 der Gesamtlänge, ist mit starkem, kurzfaserigem Presstabak (Machorka) gefüllt. Vor dem Rauchen knickt man das Pappröhrchen zweimal ein, so dass eine Luftkammer entsteht, die den Tabakrauch abkühlt.
Bekannte traditionelle Marken sind „Belomorkanal“ und „Herzegowina Flor“, die Lieblingsmarke Stalins.
Im Polnischen wird der Ausdruck für alle Zigaretten verwendet: papieros (Singular), papierosy (Plural).